# Sergio Martini
Sergio Martini, né le 29 juillet 1949 à Rovereto, est un alpiniste italien. Il est le septième homme à avoir gravi les quatorze sommets de plus de huit mille mètres.

## Biographie
À dix-sept ans, Sergio Martini grimpe l'arête du Monte Agnèr, dans les Dolomites. Deux ans plus tard, en tant que chef d'expédition, il atteint le sommet de la Marmolada par le pilier Micheluzzi. Après avoir ouvert plusieurs voies dans les Dolomites, il fait ses premières expériences en dehors de l'Europe en se rendant au Fitz Roy, en Patagonie.
Sa première expédition en Himalaya date de 1976, mais il attend 1983 pour atteindre son premier sommet de plus de huit mille mètres. Il gravit alors la face nord du K2 avec son ami Fausto De Stefani. Deux ans plus tard, il accroche le Makalu par sa face sud-ouest. En 1986, il est au sommet du Nanga Parbat et de l'Annapurna et, l'année suivante, à celui du Gasherbrum II. En 1988, il gravit le Shishapangma et le Cho Oyu en douze jours, avant d'aller au Dhaulagiri en 1989. En 1993, il escalade le Broad Peak, en 1994 l'Hidden Peak, en 1995 le Kangchenjunga, où il rencontre Erhard Loretan et en 1996 le Manaslu. Il atteint le sommet de l'Everest par le versant tibétain en 1999 et le Lhotse en 2000 et devient le septième homme à avoir atteint les quatorze sommets de plus de huit mille mètres. En 2009, il retourne à l'Everest pour le gravir depuis le versant népalais.
Sergio Martini est membre du club alpin italien, instructeur national en alpinisme et en ski-alpinisme ainsi que membre du Groupe de haute montagne.